# Lycocerus lineatipennis
Lycocerus lineatipennis is een keversoort uit de familie soldaatjes (Cantharidae). De wetenschappelijke naam van de soort werd in 1953 gepubliceerd door Wittmer.